# Горњи Звечај
Горњи Звечај је насељено место у Карловачкој жупанији у Хрватској. Административно припада општини Генералски Стол.

## Становништво
Према попису становништва из 2001. године, насеље је имало 191 становника у 70 породичних домаћинстава.
Кретање броја становника по пописима 1857—2001.
| година пописа  | 1857. | 1869. | 1880. | 1890. | 1900. | 1910. | 1921. | 1931. | 1948. | 1953. | 1961. | 1971. | 1981. | 1991. | 2001. |
| бр. становника | 140   | 215   | 275   | 331   | 314   | 358   | 313   | 435   | 445   | 472   | 474   | 19    | 18    | 19    | 191   |

- Напомена

До 1900. исказивано под именом Звечај Задњи. У 1991. смањено издвајањем дела насеља у самостално насеље Звечај, град Дуга Реса. Од 1857. до 1961. садржи податке за насеље Звечај, град Дуга Реса.